# Can Pereres Vell
Can Pereres Vell és una masia barroca de Campins (Vallès Oriental) inclosa a l'Inventari del Patrimoni Arquitectònic de Catalunya.

## Descripció
La masia de Can Pereres Vell està situada al nord del nucli de Campins, molt a prop de la carretera de Santa Fe.
El cos central és a dues aigües, té dos cossos adossats, un d'ells de façana curvilínia. Al pis superior hi ha una galeria que corre paral·lela a la façana, amb balustrada i dos vans de mig punt. La porta principal té 13 petites finestres adovellades. Les finestres són amb ampit de pedra o de fusta, a una de les quals apareix la data 1723. Hi ha un rellotge de sol.

## Història
El nom de Can Pereres apareix ja censat el 1515, però adjudicat a Fogars. Per altra banda, a una finestra apareix la data 1723.